# キーファー・ラベナ
キーファー・アイザック・クリソローゴ・ラベナ（Kiefer Isaac Crisologo Ravena, 1993年10月27日 - ）は、フィリピンのプロバスケットボール選手。イロイロ出身。ポジションはポイントガード/シューティングガード。B.LEAGUE・横浜ビー・コルセアーズに所属している。

## 来歴
フィリピン・イロイロ生まれ。
アテネオ・デ・マニラ大学卒業後、セミプロリーグでプレーした後、NBA Gリーグのテキサス・レジェンズとデベロップメンタル契約を経て、2017年にABLのアラブ・フィリピナスでプロデビュー。
2017年のPBAドラフト全体2位でNLEXロードウォリアーズに加入。
2021年に滋賀レイクスターズとアジア特別枠で契約。
2024年6月14日、横浜ビー・コルセアーズへの移籍が発表された。

## フィリピン代表
フィリピン代表では年代別で選手され、2011年からはフル代表に選ばれ東南アジア競技大会では5連覇に貢献。
フィリピン代表主将として2019年ワールドカップにも出場。

## 家族
父のボン・ラベナは1992年のPBAで新人王を獲得した元プロバスケットボール選手で、現在はTNT KaTropaのヘッドコーチ。母のモジー・クリソローゴは元フィリピン代表のバレーボール選手。弟のサーディ・ラベナもプロバスケットボール選手で、2020-21シーズンより三遠ネオフェニックスでプレー。妹のダニ・ラベナはアテネオ・デ・マニラ大学のバレーボール選手。

## 経歴
- アテネオ・デ・マニラ大学 - アラブ・フィリピナス（英語版）（2017） - NLEXロードウォリアーズ（英語版）（2017–2021） - 滋賀レイクスターズ（2021 - ）